# Botanophila maculipes
Botanophila maculipes este o specie de muște din genul Botanophila, familia Anthomyiidae. A fost descrisă pentru prima dată de Zetterstedt în anul 1845. Conform Catalogue of Life specia Botanophila maculipes nu are subspecii cunoscute.